# عبد الرحمن بوعلي (سياسي بحريني)
عبد الرحمن عبد الله بوعلي (مواليد 17 مايو 1945

) سياسي بحريني.

## السيرة
ولد بوعلي في مدينة الحد في 17 مايو 1945. أنهى تعليمه الثانوي في 1965 بتفوق وابتعث للدراسة في الجامعة الأميركية في بيروت. أنهى الماجستير في الصحة عام 1974. حصل على درجة الدكتوراه في الصحة من كلية كلايتون ببيرمنجهام بولاية ألاباما بالولايات المتحدة. تدرج في عدة مناصب بوزارة الصحة لمدة تزيد على ثلاثين عاما. تم تعيينه وكيلا لوزارة الصحة من 1995 إلى 2001. تم تعيينه عضوا في مجلس الشورى في عام 2004 خلفا للعضو المتوفي عبد الله العصفور حتى 2006.